# Історія соціології
Історія соціології — наука про соціологію, як дисципліну й галузь гуманітарного знання, процес її становлення та розвитку.

## Донауковий етап

### Античність
В античності існувало дві традиції по відношенню до суспільства: Суспільство природне (Арістотель) і суспільство штучне (Платон).

### Середньовіччя
Людина від початку грішна. Вона є відносною особистістю, оскільки є творінням Бога як Абсолютної Особистості. Людство з самого початку було цілісне як втілення волі Творця, яке представляють Церквою. Держава як спосіб організації людського життя вторинна стосовно Церкви.

### Епоха Відродження
В епоху Відродження були створені ідеї соціалістів-утопістів Томаса Мора (1478—1538) і Томмазо Кампанелла (1568—1639) і проект наукового розвитку суспільства, здійснення якого передбачало загальну участь, Френсіса Бекона (1561—1626). Ідеї Мак'явеллі знаменують собою перехід від соціального утопізму до свого роду політичного реалізму, що передбачав поділ держави і громадянського суспільства.

### Новий час
Томас Гоббс (1588—1679) створив поняття суспільного договору. У його праці «Левіафан» здійснюється ідея переходу до громадянського суспільства і обґрунтування легітимності влади.
Джон Лок (1632—1704). Природний стан за Локом — це рівність, де панують закони розуму. За Локом держава — це бажання зберегти свободу і природність. Головна відмінність природного стану від громадянського за Локом — наявність загального встановленого закону. Укладання суспільного договору обмежує свободу держави.
Тюрго (1727—1781) створив ідею соціального прогресу, далі вона розроблялася Кондорсе (1743—1794). Прогрес — основний закон життя людства. Все веде до прогресу. Різні народи по-різному розвиваються, оскільки в них різна кількість талановитих людей. Просвітництво веде до прогресу. Швидкість прогресу залежить від обставин.

## Перші спроби опису суспільства
Термін соціологія ввів Оґюст Конт (1798—1857) (свою соціологію він також називав соціальною фізикою), ставши (в 1842 році) основоположником позитивної філософії. На ранньому етапі своєї творчості Оґюст Конт створював свою працю, будучи особистим секретарем соціаліста-утопіста Клода Сен-Симона (1760—1825), вчення якого тоді зробило на нього великий вплив.
Під соціологією Конт розумів всю сукупність знань про суспільство. На його думку, соціологія повинна взяти з природознавства такі методи, як спостереження, експеримент і порівняльний аналіз. Конт ділив соціологію на соціальну статику і соціальну динаміку. Соціологія за Контом досліджує закони історичного розвитку, так як сутність суспільних явищ в їхній історичності. Оґюст Конт зазвичай розглядається як засновник соціології, оскільки він першим підняв питання про необхідність створення узагальнювальної науки про суспільство, проте основні ідеї соціології розроблялися раніше іншими дослідниками. Забезпечує неминучість прогресу, за Контом, духовна «Велике істота».

### Натуралізм у соціології XIX століття
Серед перших соціологів також слід назвати Герберта Спенсера (1820—1903). Його можна вважати основоположником органіцизму і еволюціонізму. Слабкість ідей органіцизму в тому, що аналогії підміняли конкретний аналіз (органіцисти намагалися встановлювати закономірності в суспільстві за аналогією з закономірностями в живих організмах). Спенсер сформулював незалежно від Дарвіна свою теорію еволюції. Соціальна еволюція за Спенсером — це частина загальної еволюції. У ній також діють два фактори: боротьба за існування і виживання найбільш пристосованих (природний добір). Він виділяв дві сторони процесу еволюції — інтеграція і диференціація: від нестійкості до стійкості; і три фази еволюції: неорганічна, органічна, надорганічна. Соціальна еволюція — це частина надорганічної, яка відрізняється рівнем складності, темпами зміни і важливістю наслідків.
Ідеї еволюціонізму розвивалися в багатьох країнах незалежно, однією з гілок еволюціонізму був соціальний дарвінізм:
Людвіг Гумплович (1838—1909), Австрія. Написав ряд праць: «Основи соціології», «Соціологія і політика», «Соціологічна ідея держави», «Раса і держава», «Расова боротьба». Вважав, що предмет соціології — вивчення соціальних груп і взаємовідносин між ними. Соціальна група для нього — не просто сума складових її одиниць, а така, що володіє груповим ефектом. Основний закон кожної соціальної групи — прагнення підпорядкувати собі інші соціальні групи, прагнення до поневолення і панування, до самозбереження.
Вільям Самнер (1840—1910), США. Вважав, що соціальна еволюція відбувається незалежно від волі й бажання людей і закони природного відбору й боротьби за існування є універсальними. Основна робота Самнера: «Народні звичаї», де він здійснює спробу пояснення походження і розвитку деяких важливих групових звичок і соціальних форм життя людей. Звичай за Самнером — стандартні групові форми поведінки, що виступають на рівні індивіда як звички. Ввів поняття In-референтних і Out-референтних груп.
Також у рамках соціал-дарвінізму існувала расово-антропологічна школа — антропосоціологія. Найвідоміший її представник — Артюр де Гобіно (1816—1882). Основна праця — «Есей про нерівність людських рас». Він намагався виправдати існуючу нерівність у суспільстві і обґрунтував його расовими відмінностями. Головний критерій — рівень інтелекту раси.

### Психологізм у соціології на рубежі XIX—XX століть
На рубежі століть психологізм у соціології виступає загальною тенденцією. Це пов'язано з тим, що психологи стали враховувати соціальні фактори, а не тільки психологічні, а соціологів не задовольняли біологічні аналогії в соціології.
Психологічний еволюціонізм розробляв Франклін Ґідінґс (1855—1931) — засновник першої в США кафедри соціології. Пізніше він став на позиції позитивізму і біхевіоризму.
Вільгельм Вундт (1832—1920), Німеччина. Написав працю «Психологія народів», яка була спробою почати дослідження взаємовідносин культури й індивідуальної свідомості.
Вільям Мак-Дугалл (1871—1938), США. Вважав, що теоретичною основою всіх соціальних наук повинна бути психологія інстинктів. Називав свою концепцію «гормічною психологією». «Горма» — прагнення до біологічно значимої мети.
Габріель Тард (1843—1904) — один з основоположників соціальної психології. Модель соціального буття в Тарда виглядає, як стосунки двох індивідів, один з яких бере приклад з іншого. Джерело всіх соціальних явищ — взаємодія відкриттів і наслідувань. Критикував Дюркгайма за відрив «соціальних фактів» від їхніх особистісно-психічних основ. Закони соціології Тард ділить на логічні і позалогічні. Логічні пояснюють, чому одні інновації поширюються, а інші — ні, наскільки назріла потреба в нововведенні.
Гюстав Ле Бон (1841—1931), Франція. Описував «Психологію натовпів». Аналізуючи проблеми «психіки натовпів», Ле Бон відзначав такі її особливості, як переважно емоційний характер, зараженість спільною ідеєю, усвідомлення нездоланності власної сили, втрата відчуття відповідальності, нетерпимість, догматизм, навіюваність, імпульсивність і готовність іти за лідерами. Тому критикував ідеї соціалізму.

## Основоположні соціологічні теорії

### «Соціологія» Карла Маркса
Карл Маркс (1818—1883), Німеччина.
К. Маркс створив науковий підхід до розуміння суспільного розвитку, використавши відкриття класів і класової боротьби англійською класичною політекономією і французькою історичною школою.
Маркс показав, що існування класів пов'язане з історично минущими формами суспільного виробництва людського життя. Панування приватної власності вимагає держави як «першої ідеологічної сили над людиною» (Ф. Енгельс), тобто як історично першого способу вираження приватних інтересів у вигляді загальних.
Основні етапи суспільного розвитку — це суспільно-економічні формації, основу яких утворює панівний спосіб виробництва. Перехід від однієї формації до іншої є громадським переворотом як способом розв'язання суперечностей між продуктивними силами і виробничими відносинами, що перешкоджають їхньому висхідному розвитку.
Перехід до капіталістичного способу виробництва виступає у формі соціальної революції.
Існування класів до соціалізму вказує на антагоністичний (тобто непримиренний у рамках класового суспільства) характер суспільного життя.
З перемогою капіталістичного способу виробництва створюються умови для політичної влади робітничого класу (диктатури пролетаріату) і виникнення соціалістичного суспільства як історично необхідного переходу до безкласового суспільства. Виникає задача здійснення соціалістичної революції.
Посилаючись на Маркса, прийнято виділяти такі суспільно-економічні формації: первіснообщинна, рабовласницька, феодальна, капіталістична і, в підсумку, комуністична, хоча в Маркса йдеться про них остільки, оскільки їх існування доведено. Маркс ніколи не зводив розвиток історії до реалізації схеми, що складається з цих формацій.

### Концепція Фердинанда Тенніса
Фердинанд Тенніс (1855—1936), Німеччина. Основоположник німецької класичної соціології. Очолював німецьке соціологічне товариство з 1921 року. Соціологія Тенніса випливає з протиріччя між раціоналістичним і історичним підходами до проблеми виникнення держави, права і соціальних інститутів. Основна робота: «Спільність і суспільство». Тенніс розробив формальну соціологію, яка аналізує свій предмет незалежно від його окремих змістовних характеристик. Це сприяло предметному й методологічному самовизначенню соціології. Також він здійснив антипозитивістський переворот в історії соціології, який полягає в переході від розуміння суспільства як механічного зв'язку, до розуміння суспільства як суб'єктивно-смислової реальності.

### Формальна соціологія Георга Зіммеля
Георг Зіммель (1858—1918), Німеччина. Основоположник «формальної соціології». Суспільство для Зіммеля — це сукупність форм взаємодій (форм соціації), а тому вони повинні досліджуватися самі по собі, а не як функціональні елементи цілого. Головний об'єкт дослідження Зіммеля — усуспільнення або взаємодія, і воно первинно стосовно суспільства.

### Макс Вебер і «Розуміюча соціологія»
Макс Вебер (1864—1920), Німеччина. Родоначальник «розуміючої соціології». Розробив теорію бюрократії. Предмет його аналізу — поведінка людини, яку можна зрозуміло витлумачити. Відмінність розуміння історії від розуміння соціології — в діях індивіда є якийсь сенс. Таким чином, предмет соціології — дія, пов'язана зі змістом, що суб'єктивно мається на увазі. Зрозумілі тільки осмислені дії, тобто спрямовані на досягнення явно зазначених індивідом цілей. Створив типологію дій: Цілераціональна (ідеальний тип, чисто раціональна дія), Ціннісно-раціональна, Афективна, Традиційна. За Вебером, соціологія вивчає тільки ті дії, які може пояснити.

### Еміль Дюркгайм— соціологізм
Еміль Дюркгайм (1858—1917), Франція. Засновник соціологічного реалізму і структурного функціоналізму. Засновник соціології релігії. За Дюркгаймом основу соціального життя становлять соціальні факти, які не зводяться ні до економічних, ні до психологічних, ні до фізичних факторів дійсності, і які володіють рядом самостійних характеристик. Їхні головні ознаки — об'єктивне, незалежне від індивіда існування і здатність чинити на індивіда тиск — «примусова сила». Відповідно до принципу соціального детермінізму він при вивченні суспільства вимагав пояснювати «соціальне соціальним». Широко відомі роботи «Самогубство» і «Метод соціології».

### Вільфредо Парето— теорія еліт
Вільфредо Парето (1848—1923), Італія. Концепція називається «акцентуйований гіперпозитивізм». Його філософська антропологія спрямована проти раціоналістичної моделі людини, коли людина спочатку обмірковує вчинки, а потім діє. За Парето людина спочатку діє, а потім шукає підстави своїх дій. Таким чином, людина в дусі Фрейда ірраціональна і прагне раціонально пояснити ірраціональні підстави своєї поведінки. Суспільство — система, що складається з взаємозв'язаних частин (механістична модель суспільства). Теорія еліт: еліта буває владна і потенційна. Основна теза Парето — суспільство це кладовище аристократії. Еліти постійно циркулюють і рухаються. Парето описує ознаки занепаду аристократії: вона намагається залишити за собою максимум багатств і стає надто ліберальною, після чого гине.
Особливість інституціоналізації соціології в США полягає в тому, що соціологія відразу отримала доступ на університетські кафедри. Особливість американської соціології — орієнтація на практичну роботу. Багато ототожнювали соціологію з соціальною роботою. Головна проблема того періоду — відсутність теоретичної та методологічної бази. Дві головні характеристики — емпіризм і прагматизм. Перша кафедра соціології у світі з'явилася в Чиказькому університеті в 1892 р.

### Чиказька школа
Основна стаття: Чиказька школа соціології
Вільям Томас (1863—1947). Спільно з Флоріаном Знанецьким провів і описав дослідження випадку (case-study) «Польський селянин в Європі й Америці», яке стало поворотним у розвитку соціології в США і у світі. Увійшов в історію також завдяки сформульованій теоремі про визначення ситуації: «Якщо люди визначають ситуації як реальні, то вони реальні за своїми наслідками».
Флоріан Знанецький (1882—1958). Вважав, що соціологія — наука про соціальну організацію, яка вивчає правила поведінки, що стосуються активних взаємин як між окремими членами групи, так і між кожним її членом і всією групою в цілому. Ядром соціальної організації виступає соціальний інститут. Зміна суспільства трактується як взаємодія з навколишнім середовищем. Суспільство змінюється, пристосовуючись до середовища, людина — адаптуючись до суспільства. Розробив концепцію соціальної дії: соціальна дія — це поведінка, яка прагне впливати на інших людей. Два основних типи дії — пристосування й опозиція.
Роберт Парк (1864—1944). Парк розумів соціологію як науку про колективну поведінку. Суспільство — це організація соціального контролю. Соціальний контроль — суспільство символів, знаків і значень, яке перетворює колективну поведінку у взаємодію. У роботі «Місто» розглянута проблема соціальної екології: соціальна екологія дозволяє розглядати місто як своєрідну органічну цілісність, що володіє структурою, яка закріплює функції за окремими соціальними інститутами і групами. Соціальну екологію цікавить значення позицій у часі і просторі. У роботі «Місто» показаний принцип розселення за принципом боротьби за існування («найкраще для найкращих»). За допомогою порядків у суспільстві підтримується динамічна рівновага, ступінь свободи зменшується. Центральна проблема соціальної екології — проблема рівноваги і криз.
Вільям Огборн (1886—1959). Вчинив великий вплив на впровадження психоаналізу в американську соціологію. Використовував теорії неврозів Фрейда й індустріальних психозів К. Паркера. З нього почалася концепція технологічного детермінізму. У соціології стали розроблятися питання адаптації, урбанізації, порядку й контролю.
Особливості Чиказької школи соціології:
1) методика — аналіз особистості;
2) державне замовлення;
3) конкретика і прагматизм.

### Колумбійська школа
Пауль Лазарсфельд (1901—1976). Розробляв якісні й кількісні методи в соціології. Соціологи вивчають людину взагалі, а методолог — соціолога в роботі. Лазарсфельд вважав, що така методологія може виникнути тільки під час розвитку соціології. Вимагав єдності кількісних і якісних методів, щоб не розділяти теорію і практику.
Якоб Леві Морено (1892—1974). Основоположник нового напрямку на стику соціології, психології та філософії — соціометрія (дослідження малих груп). Соціометрію можна назвати антипозитивізмом. Це особлива школа соціальної науки і практики, новий, особливий підхід до вивчення соціальних явищ. Свою процедуру Морено протиставляє психоаналізу. Соціальна реальність за Морено — це збіг зовнішнього представлення суспільства і соціометричної матриці.

## Сучасна соціологія

### Структурно-функціоналістська парадигма
Альфред Редкліф-Браун (1881—1955) першим застосував системний підхід до вивчення суспільств. Суспільство для нього — це суперорганізм, який має необхідні умови існування, через які й виникають соціальні інститути. Функція соціальних явищ — створювати і підтримувати солідарність.
Броніслав Маліновський (1884—1942) уточнює поняття функції і застосовує функціональний підхід до вивчення культури. Тобто кожен елемент культури первісного суспільства виконує важливу функцію.
Талкотт Парсонс (1902—1979). Класик світової соціології, основоположник системно-функціональної парадигми. Розробив метатеорію — теорію дії, на її основі — теорію систем. Запропонував структуру елементарного акту дії:
1. Агент (дійова особа) = актор. Розуміється не як організм, а як свідомість, «Я».
2. «Мета» — такий майбутній стан речей, на який орієнтовано виконувану дію.
3. Ситуація дії (вона розбита на засоби та умови). Засоби контролюються, а умови — ні.
4. Нормативна орієнтація — ціннісна оцінка засобів, яка накладає обмеження.

Основні риси функціоналізму для самого суспільства такі:
1. Суспільство розглядається як система.
2. Процеси системи розглядаються з точки зору взаємозв'язку її частин.
3. Подібно до організму система вважається обмеженою (тобто в ній діють процеси, спрямовані на збереження цілісності її меж).

Основні функції, які повинні виконуватися в будь-якій соціальній системі:
1. Адаптація — система адаптується до умов.
2. Досягнення цілі — досягнення конкретних цілей і мобілізація засобів для отримання результатів.
3. Інтеграція — зв'язок між елементами.
4. Відтворення зразка (латентність) — запас внутрішньої міцності (для соціальних систем) і можливість витримувати напругу між елементами.

Теорію допрацьовував Роберт Мертон (1910—2003). Увів у соціологію поняття «ТСР» — (Теорія середнього рівня), поняття явних і латентних функцій.
Побудову всеосяжної теорії вважав передчасною, оскільки для цього немає матеріалів. Теорія Парсонса на його думку не може бути застосована на практиці, тому потрібна альтернатива — ТСР. ТСР — теорії, орієнтовані на обмежене коло явищ і підкріплені емпіричними даними (наприклад, вивчення злочинності дає матеріал для теорії девіації тощо). Основна теорема функціонального аналізу Роберта Мертона: «Точно так само, як одне і те ж явище може мати численні функції — так одна й та сама функція може по-різному виконуватися різними явищами».

### Біхевіоризм
Концепцію розробив Б. Скіннер (1904—1990). Скіннер вважав, що елементарні принципи поведінки тварин характерні і для людської поведінки. Поведінка індивіда обумовлюється і контролюється довкіллям (мова, звичаї).
Дж. Хоманс (1910—1989) на цій основі розробив теорію обміну. Основна проблема соціології за Хомансом: вирішити, як поведінка багатьох людей відповідно до психологічних положень згуртовується для утворення і підтримки стійких соціальних структур. Хоманс концептуалізував людську поведінку як обмін винагородами та покараннями. Оперантна поведінка — підкріплення.

### Символічний інтеракціонізм
Чарльз Хортон Кулі (1864—1929). Він сам називав себе не соціологом, а соціальним психологом. Основна проблема, яка хвилювала інтеракціоністів — яким чином взаємодія між індивідами формує соціальну структуру і як ці соціальні структури, виступаючи в ролі мережі взаємодій, формують індивідів. Людська природа за Кулі — продукт комунікації. Людина стає особистістю і розвиває своє «Я» за допомогою інтеракції між людьми. Кожен індивід — продукт певної специфічної комбінації стосунків між людьми. «Я» завжди динамічне, воно знаходиться в постійній зміні.
Символічний інтеракціонізм Дж. Г. Міда (1863—1931). Мід нічого не писав сам, його книга написана з лекцій студентів. Основна теза Міда — що особа і соціальна дія формується за допомогою символів, які набуваються в процесі соціалізації і взаємно підтверджуються і змінюються в процесі соціальної взаємодії його учасниками. У цьому контексті основна здатність людини — свідомість і здатність до інтерпретації. Увів у соціологію поняття «Self» — «Самоусвідомлення». Воно означає що людина ставиться до себе як до об'єкта (рефлексія). Наявність self дозволяє інтерпретувати світ. Self ділиться на I та Me. «Me» — сприйнята і засвоєна індивідом організована сукупність соціальних установок, норм, диспозицій. «I» — імпульсивне Я. Me — вимоги до людини, а I — реакція на це.

### Феноменологічна соціологія
Альфред Шюц (1899—1959). Феноменологія — наука про феномени, які існують у свідомості безпосередньо і не пов'язані з умовиводами. Основні поняття у феноменологічній соціології Шюца: життєвий світ і природна установка. Перше — це все, на що направлена свідомість. Друге — дорефлексивна точка зору. Предметом феноменології є процес набування людиною соціального досвіду і те, як його досвід визначає спілкування зі світом. Взаєморозуміння людей відбувається завдяки процесам типізації та ідеалізації.
Пітер Бергер (р. 1929) і Томас Лукман (р. 1927) написали трактат із соціології знання «Соціальне конструювання реальності» (1966).
Суспільство за Бергером-Лукманом включає два основних моменти: існує як суб'єктивна, і як об'єктивна реальність. Суспільство — безперервний діалектичний процес. У взаємовідносинах виробляються загальні значення, а взаємодії типізовані. Суспільство як об'єктивна реальність будується на екстерналізації і об'єктивації (що включає інституціоналізацію). Для передачі знання його потрібно об'єктивувати. Для покоління, яке його створює вперше воно суб'єктивне, для наступного вже об'єктивне. Важливе поняття ролі, так як воно показує інституціоналізацію. Процес перекладу об'єктивованого соціального світу у свідомості в ході соціалізації — інтерналізація. Людина — соціальний продукт, суспільство і об'єктивна реальність, і людський продукт.

### Неомарксизм Франкфуртської школи
Франкфуртська школа була заснована в 1930. У 1933 переїхала в США. Основні представники: М. Горкгаймер, Т. Адорно, Г. Маркузе, Е. Фромм. Методологічні принципи:
1. Заперечення позитивізму з його розмежуванням цінностей і фактів (в дюркгаймівському сенсі).
2. Схильність до гуманізму, звільнення людини від усіх форм експлуатації.
3. Акцент на значимість людського начала в соціальних відношеннях.

Спрямованість праць науковців Франкфуртської школи — в основному на критику капіталістичного суспільства.

### Теорія інтегрального синтезу
Розробляється з 70-х років XX століття.
Юрґен Габермас (р. 1929). Останній представник Франкфуртської школи. Перший представник теорії інтегрального синтезу. Намагається поєднати марксизм з новітніми тенденціями сучасної філософії \ соціології (герменевтика, феноменологія). Створив працю: «Теорія комунікативної дії». Це теорія суспільства, що прагне з'ясувати свої критичні масштаби: спроба перенести теорію суспільства в парадигму комунікації, оскільки саме комунікативна модель дає можливість виявити універсалістський раціоналістичний потенціал структур свідомості і вказати на використання цього потенціалу в соціальних процесах модернізації. Є два способи розгляду суспільства — суспільство як життєвий світ і суспільство як соціальна система. Життєвий світ — суспільство з точки зору суб'єкта, система — суспільство з позиції спостерігача ззовні. Система колонізує життєвий світ. У підсумку він може бути зруйнований. Вихід у його раціоналізації.

### Конструктивний структуралізм П'єра Бурдьє
П'єр Бурдьє (1930—2002). Теоретична позиція: спроба уникнути протиставлення теоретичної та емпіричної соціології (практичний соціолог). Цілі Бурдьє — дослідити діалектичний зв'язок між об'єктивними структурами і суб'єктивними явищами. Замість понять суб'єкт і індивід він вводить поняття «агент», який здійснює стратегії, тобто системи практик. Основними поняттями також є «габітус» і «поле». Поняття «габітус» ввів Марсель Мосс. Габітус — це система набутих диспозицій, що породжує і структурує практику агента і його уявлення. Оскільки Бурдьє відмовляється від поняття структури, він замінює його поняттям поля. Поле — мережа відношень між об'єктивними позиціями. Переважно Бурдьє говорить про три поля і види капіталу: економічний, культурний, соціальний. Детальніше див. на сайті «Соціологічний простір П'єра Бурдьє» [Архівовано 12 травня 2022 у Wayback Machine.]